# El molino y la cruz

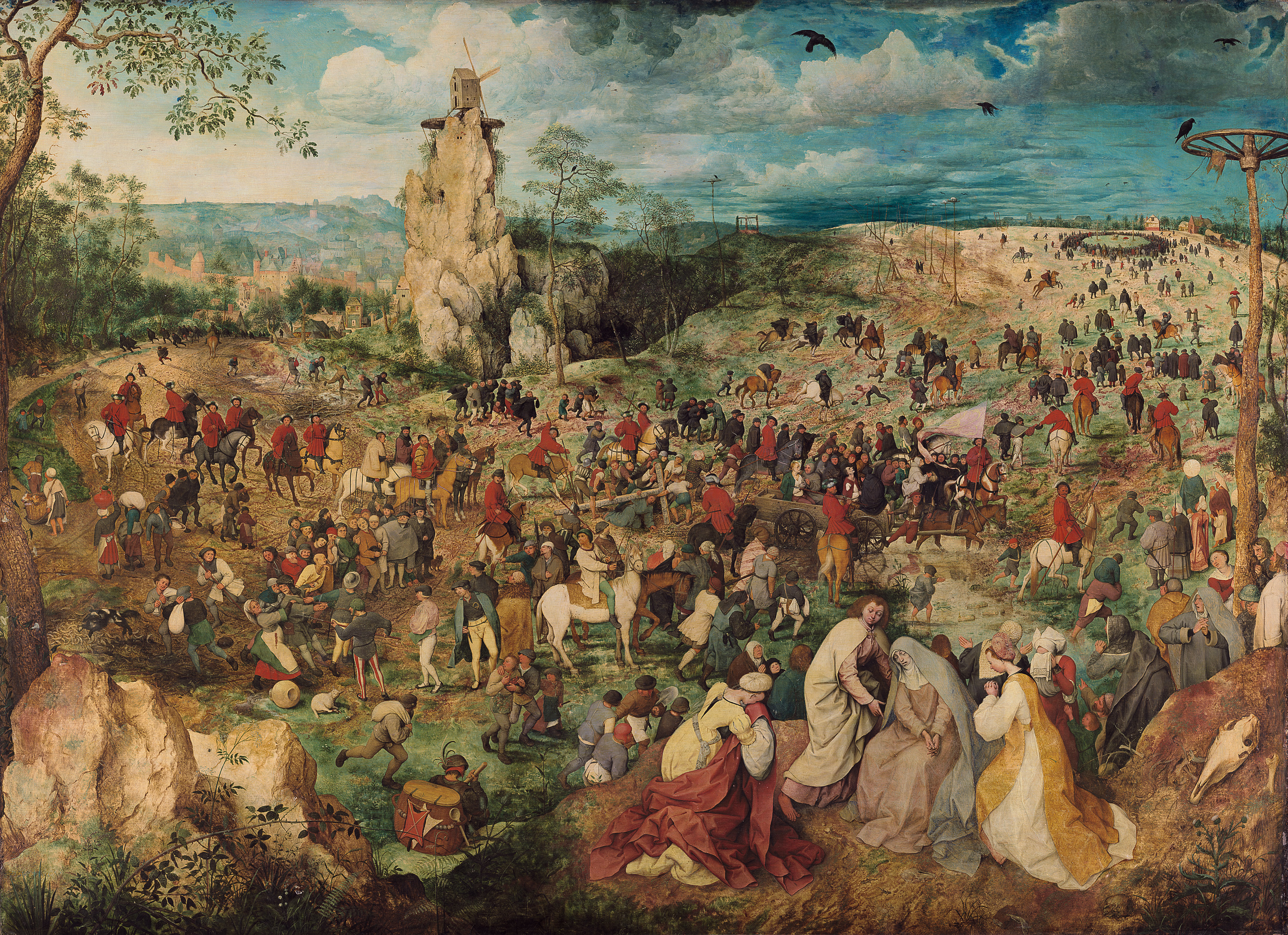
La procesión al Calvario de Pieter Brueghel

El molino y la cruz (en polaco: Młyn i krzyż) es una película polaca dramática de 2011 dirigida por Lech Majewski y protagonizada por Rutger Hauer, Charlotte Rampling y Michael York. Está inspirado en la pintura de 1564 de Pieter Bruegel el Viejo , La procesión al Calvario, y basado en el libro de 1996 de Michael Francis Gibson El molino y la cruz. 
Se estrenó en el Festival de Cine de Sundance el 23 de enero de 2011.

## Sinopsis
La película se centra en una docena de los 500 personajes representados en el cuadro de Bruegel. Consiste en una serie de viñetas que representan la vida cotidiana de los campesinos, intercaladas con monólogos de algunos de los personajes principales, incluido Bruegel explicando la estructura y el simbolismo de su cuadro. El tema del sufrimiento de Cristo se sitúa en el contexto de la persecución religiosa en Flandes en 1564.

## Reparto
- Rutger Hauer como Pieter Bruegel
- Michael York como Nicolaes Jonghelinck
- Charlotte Rampling como María
- Joanna Litwin como Marijken Bruegel (esposa de Pieter)
- Marian Makula como el molinero

## Recepción
El molino y la cruz cuenta con un 79% de aprobación en el agregador de críticas Rotten Tomatoes, basado en 42 críticas con una valoración media de 7,41/10. Metacritic, que utiliza una media ponderada, asignó una puntuación de 80 sobre 100, basada en 17 críticas, lo que indica "críticas generalmente favorables".